# Der Friedenstein
Der Friedenstein ist ein 1997 erstmals durch die Kulturstiftung Gotha verliehener internationaler Kulturpreis für Persönlichkeiten, die besondere und herausragende Verdienste um die Erhaltung und Förderung des Weltfriedens sowie die Verständigung unter den Völkern erworben haben. Darüber hinaus können Persönlichkeiten für überragende Verdienste um die Erhaltung und Förderung von Kunst und Kultur oder im Bereich Wissenschaften und Forschung mit dem Preis „Der Friedenstein“ geehrt werden. Der Preis ist mit einem Förderbetrag von 5000 Euro dotiert.
„Der Friedenstein“ wurde zunächst in Form eines Steines überreicht, dessen Ansichtsseite das Schloss Friedenstein zeigt. Seit 2008 wurde der Preis umgestaltet zu einem steinernen Sockel mit einer Glasplatte, in die das Schloss Friedenstein sowie der Name des Preisträgers eingraviert sind. Dotiert ist der Preis mit einem Förderbetrag von 5000 Euro.

## Preisträger
- 2022: Anne Burghardt
- 2020: Alexander Kluge
- 2018: Heinz Fischer
- 2016: Das Lied Über sieben Brücken mußt du gehn
- 2014: Königin Silvia von Schweden
- 2012: Almaz und Karlheinz Böhm
- 2010: Hermann Huber
- 2008: Walentina Tereschkowa
- 2001: Kurt Masur
- 1998: Wei Jingsheng